# Keszthely–Hévízi kistérség
A Keszthely–Hévízi kistérség Zala megye egyik kistérsége volt, központja Keszthely volt. 2007. szeptember 25-én kettévált a Hévízi kistérségre és a Keszthelyi kistérségre, három községét pedig egyidejűleg az újonnan létrejött Pacsai kistérséghez csatolták. Az alábbi információk a megszűnés előtti állapotot tükrözik.

## Települései
| Alsópáhok       | Balatongyörök     | Bókaháza   | Cserszegtomaj | Dióskál      |
| Egeraracsa      | Esztergályhorváti | Felsőpáhok | Gétye         | Gyenesdiás   |
| Hévíz           | Karmacs           | Keszthely  | Nemesbük      | Rezi         |
| Sármellék       | Szentgyörgyvár    | Vállus     | Várvölgy      | Vindornyafok |
| Vindornyalak    | Vonyarcvashegy    | Zalaapáti  | Zalaköveskút  | Zalaszántó   |
| Zalaszentmárton | Zalavár           |            |               |              |

## Nevezetességei

### Természeti látnivalók
- Hévízi-tó
- Kis-Balaton (Balaton-felvidéki Nemzeti Park része)
- Keszthelyi-fennsík (Balaton-felvidéki Nemzeti Park része)
- Gesztenyefasor (Keszthely)

### Épített emlékek
- Keszthely:
  - Festetics-kastély
  - Plébániatemplom
  - Balatoni Múzeum
- Hévíz: Egregyi templom (román)
- Rezi: Vár
- Zalavár: Szent Adorján bazilika romjai
- Cserszegtomaj: Cserszegtomaji-kútbarlang
- Zalaszántó: Sztúpa
- Gyenesdiás: Festetics kilátó

## Külső hivatkozások
A kistérség honlapja